# Damnation

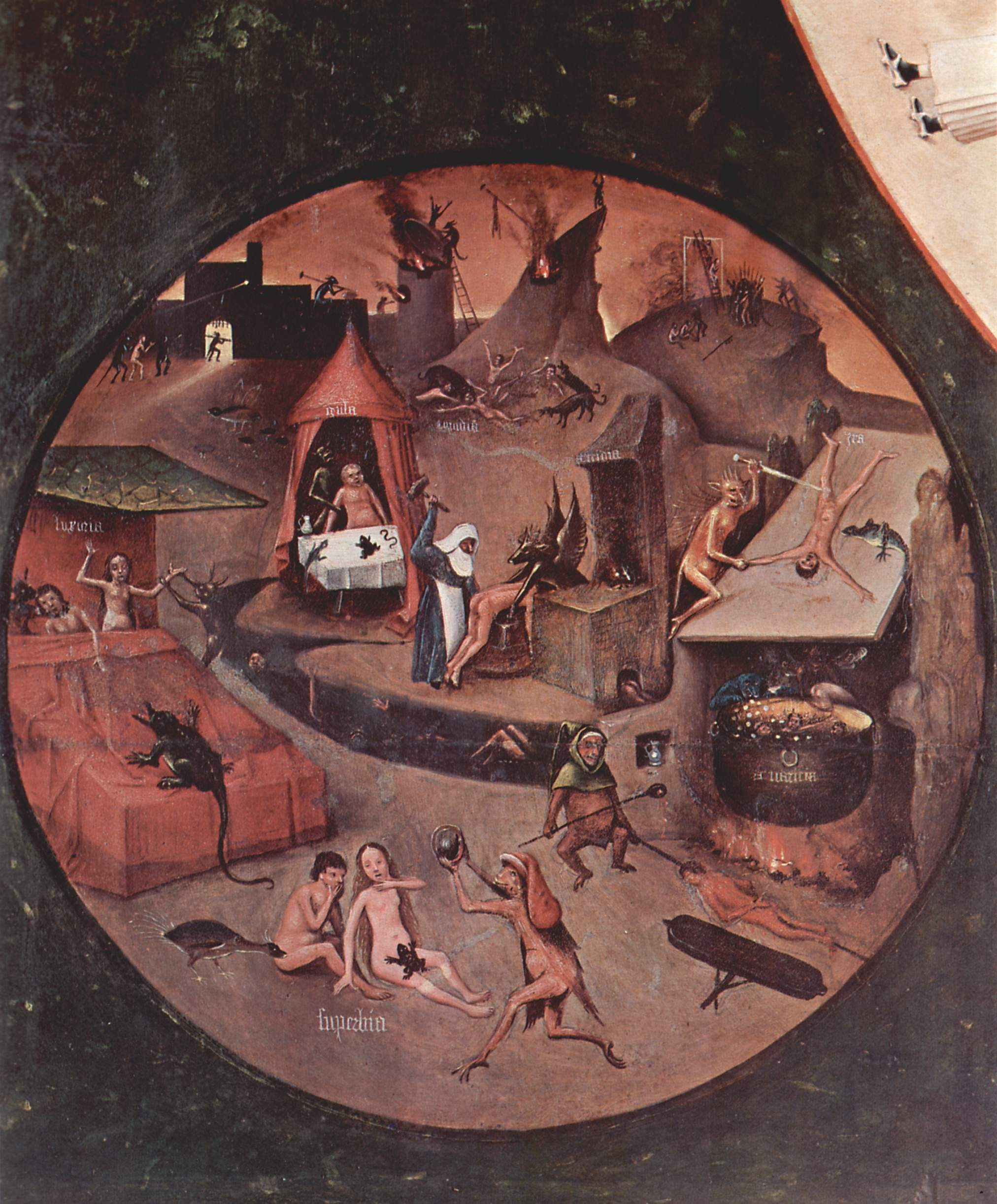
L'Enfer : punition des sept péchés capitaux. Détail d'un tableau de Jérôme Bosch, musée du Prado.

La damnation, dans un sens religieux, signifie dans la vie après la mort soit un jugement défavorable (ou une condamnation), soit le châtiment qui en résulte. Il s'agit proprement d'un terme juridique ayant pour signification « sentence réprobatrice, jugement pénal, sentence ».

## Christianisme
Pour ce qui est du christianisme, il existe en général deux cas qui font subir à une personne après la mort la damnation. D'abord, le jugement personnel, immédiatement dès l'instant de la mort, lors duquel l'âme jugée trop pécheresse est envoyée en enfer. Ensuite, lors du Jugement dernier, un jugement par lequel Dieu déclare que, une fois encore, l'âme jugée trop pécheresse est envoyée en enfer ; ce jugement entraîne des conséquences possiblement éternelles. En l'enfer, la peine principale est la damnation et, la corollaire, la peine du sens qui concerne non seulement l'âme mais encore le corps ressuscité incorruptible. Dans les deux cas, la damnation par Dieu est irréversible, avec l'exception notable des chrétiens annihilationnistes et apocatastasiens qui conçoivent les choses différemment. Selon les Orthodoxes, certaines âmes envoyées en enfer peuvent en sortir grâce aux prières des Orthodoxes, mais aucune ne pourra sortir de l'enfer après le Jugement dernier.

### Mentions dans la Bible

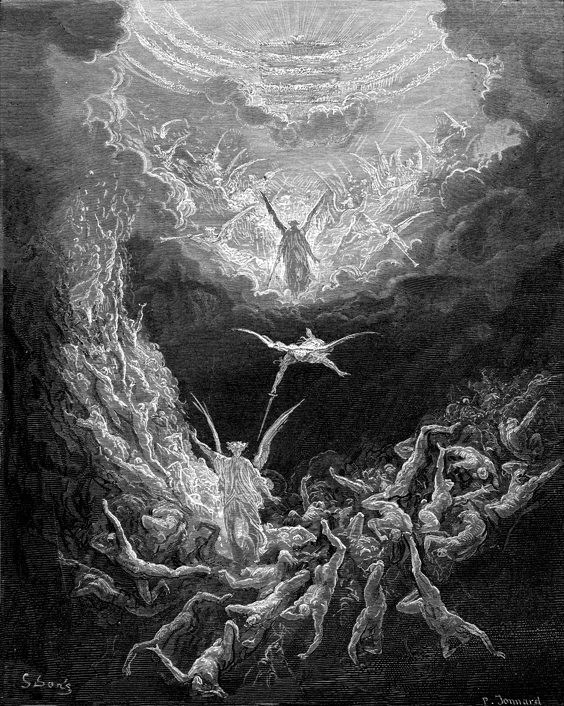
Le Jugement dernier, gravure de Gustave Doré (1866).

- Dans l'Épître aux Romains (ch. 13, v. 2), il s’agit du terme grec κριμα (krima) ayant le sens de « châtiment » ou de « condamnation », condamnation qui s’étend sur ceux qui résistent à l’ordonnance de magistrature faite par Dieu. Cette sentence de condamnation ne vient pas du magistrat, mais de Dieu, à l’autorité duquel résistance est faite.
- Dans la Première Épître aux Corinthiens (ch. 11, v. 29), le même terme est repris ; évoquant le jugement, il signifie aussi « condamnation », dans le sens d’une exposition à des jugements temporels (c.-à-d. ici-bas et non dans l’au-delà) sévères de la part de Dieu, comme le verset suivant l’explique.
- Dans l'Épître aux Romains (ch. 14, v. 23), le terme prend une forme verbale, κατακρινω (katakrinô), qui évoque encore plus fort le vocabulaire juridique (« juger à l’encontre / en défaveur de », « juger comme digne de châtiment »). L’expression signifie ici « condamné » par sa propre conscience aussi bien que par la Parole de Dieu. Paul de Tarse affirme dans ce passage que de nombreuses choses qui sont légales ne sont pas opportunes ou indiquées ; et qu’en utilisant sa liberté chrétienne la question ne devrait pas se résumer à se demander si telle ou telle chose est légale, mais devrait également provoquer de se demander si on peut faire la chose en question sans porter atteinte aux intérêts spirituels d’un frère ou d’une sœur chrétienne. « Celui qui a des doutes » (v. 23), c.-à-d. celui qui n’est pas au clair dans sa conscience quant aux « viandes ».